# Расовая иерархия

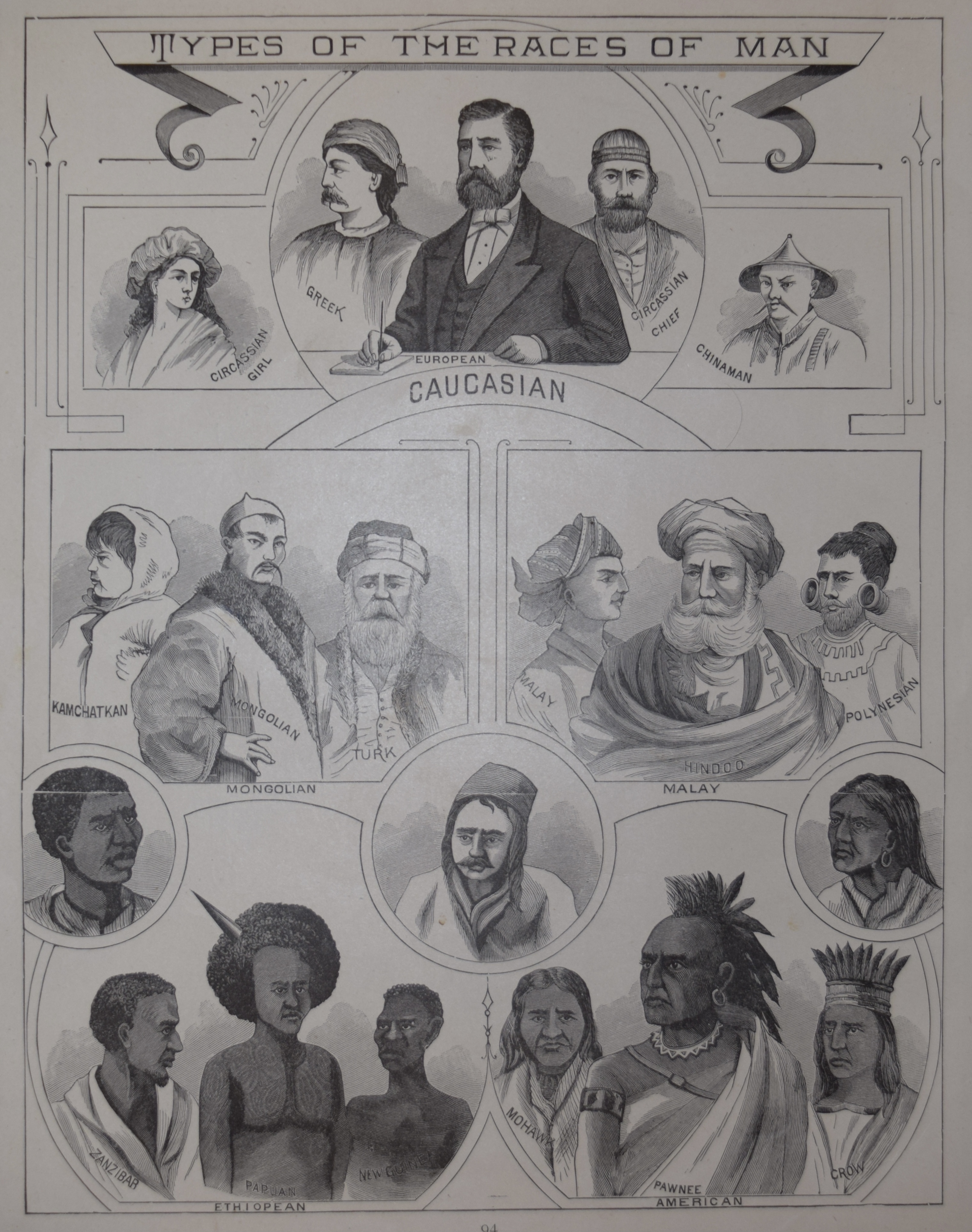
«Типы человеческих рас», расположенные согласно представлениям о «расовой иерархии». Новый семейный атлас мира Крэма, 1884

Расовая иерархия — в идеологии и практике расизма система стратификации, основанная на представлении о превосходстве одних расовых групп над другими. В расизме расы или иные группы рассматриваются как принципиально отличные друг от друга «биологические виды» (полигенизм), иерархически соподчинённые между собой. В разные периоды истории расовые иерархии присутствовали в обществах, часто формально учреждаемые законом, например, Нюрнбергскими законами в нацистской Германии. Многие группы продолжают поддерживать идею расовой иерархии, в том числе сторонники превосходства «белых» или «чёрных». Как правило, сторонники расовой иерархии считают себя частью «высшей» расы и основывают свои представления на псевдобиологических, культурных или религиозных аргументах. Однако системы расовой иерархии также часто оспаривались и отвергались, и многие из них, такие как апартеид, были отменены.

## Эзотерика
Европейское эзотерическое учение включало популярные гипотезы о сдвиге земной оси из-за влияния Луны или смены местоположения магнитных полюсов, что привело к резкому изменению земной поверхности и климата. Также имелось положение о последовательном господстве четырёх рас («красной», «чёрной», «белой» и «жёлтой»), которые были связаны с теми или иными материками и эпохами. Одним из важных положений учения была идея, что «белая раса» появилась на Земле последней и сформировалась у Белого моря, где проживали ее прародители, «гиперборейцы». В ту эпоху на Земле господствовала «чёрная раса», расселившаяся в северной части своего ареала до южных регионов Европы, включая юг России. «Белые» усилились и под руководством вождя Рама отбросили «чёрных» далеко на юг. Рам основал теократическую империю, раскинувшуюся между Северной Африкой и Японией. Часть «белых» переселилась в Малую Азию и Европу и дала начало «арийцам». Термин «арийцы» мог использовался и для всех «белых» в целом. Их мудрость сохранилась в Ведах, записанных во времена Золотого века, когда была построена общественная иерархия и в результате победы «белых» над «чёрными» и «жёлтыми» сложилась система каст. Впервые эту схему изложил французский эзотерик Антуан Фабр д’Оливе, вслед за ним с некоторыми вариациями — французский оккультист Александр Сент-Ив д’Альвейдр и его ученик и президент Верховного совета Ордена мартинистов Папюс.  Прежние расы не исчезали полностью, и некоторые их группы продолжали жить одновременно с новой расой, и расовый облик напрямую связывался с определённым уровнем сознания (например, у Александра Клизовского). Эзотерическое учение сохраняло представление о расовой иерархии, которая якобы отражает стадии эволюционного развития, а «духовность» рассматривалась как устойчивый расовый признак.

## Ранние расовые теории

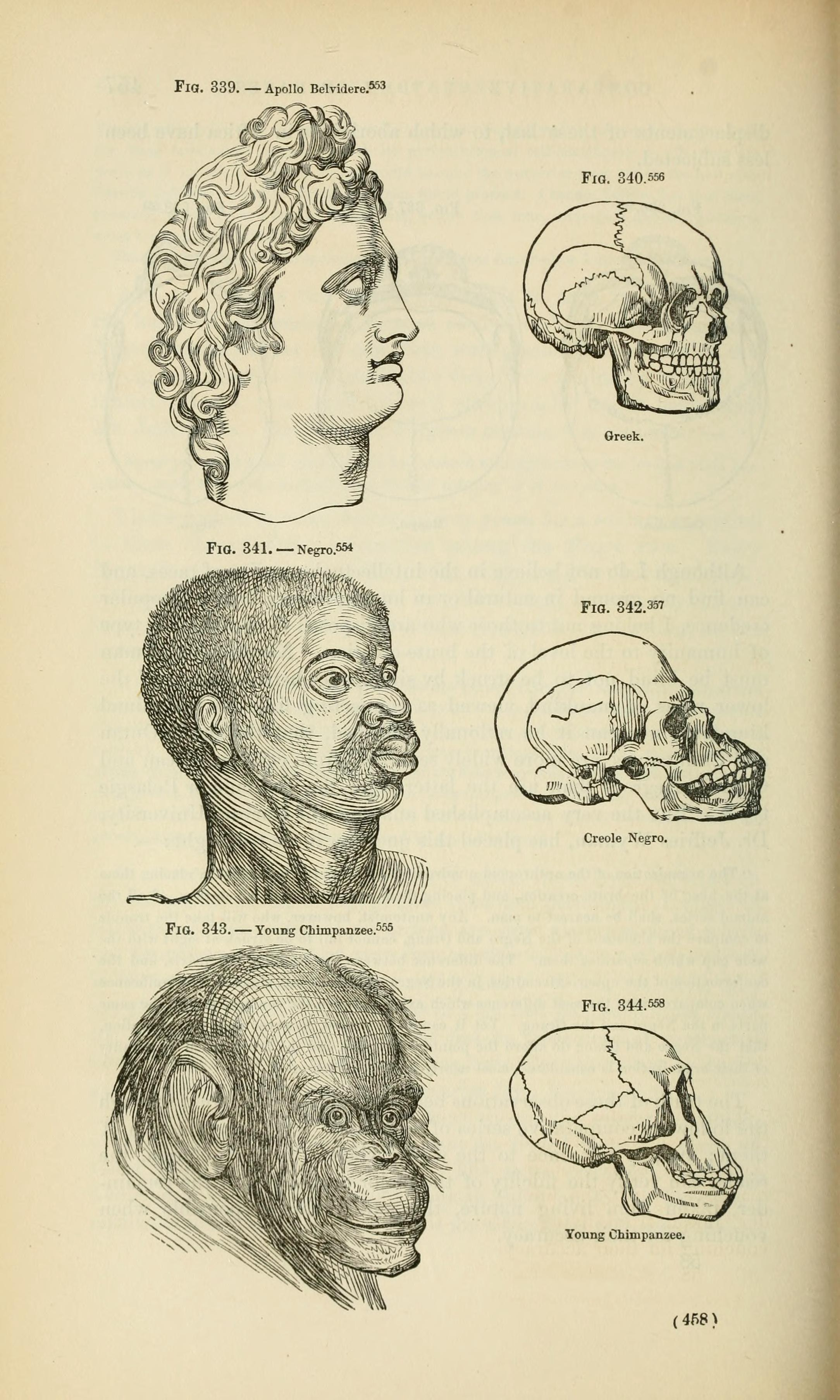
Иллюстрация из книги «Типы человечества» 1854 года. Джозия Кларк Нотт и Джордж Робинс Глиддон считали, что негроидная раса является ступенью творения между греками и шимпанзе.

В то же время[какое?] прусский философ Иммануил Кант был сторонником идеи расовой иерархии в человеческом развитии, что привело его к критике основных методов европейской экспансионистской политики — колониальных войн, эксплуатации и завоевания. Кант рассматривал эти явления как подрыв морального прогресса европейцев.
Расизм был тесно связан с социальным дарвинизмом, представители которого переносили учение Чарльза Дарвина о естественном отборе и борьбе за существование на человеческое общество (Д. Хайкрафт и Б. Кидд в Великобритании, Жорж де Лапуж во Франции, Людвиг Вольтман, Хьюстон Чемберлен и Отто Аммон в Германии, Мэдисон Грант в США и др.). Социал-дарвинисты использовали мальтузианство и положения евгеники для обоснования идеи превосходства наследуемых качеств господствующих слоёв общества.
Представления о естественной расовой иерархии присутствовали у семитолога Эрнеста Ренана, согласно которому за пределами «цивилизованного мира», то есть Европы, раса сохраняла своё прежнее значение. Ренан провозглашал принцип «расового неравенства».
В XIX — начале XX века теории «научного расизма» преобладали в европейской мысли о мировом порядке. Представления полезности глобального управления по праву превосходства «белой расы» были широко распространены в англо-американском социуме. Идеи расовых и цивилизационных иерархий привели к глубокому неравенству в положении, статусе, правах, обязанностях и полномочиях представителей неевропейских рас при их включении в имперские проекты, колониальные цивилизационные миссии или позднее в систему формально независимых государств, встроенных в капиталистическую глобальную экономику.

## «Арийская» идея
Хьюстон Чемберлен, один из ключевых авторов идеи превосходства «арийской расы» и идейный предшественник нацизма, описывал всю историю как результат развития и упадка рас. Каждую культурную эпоху он называл творением доминирующего человеческого типа. Стержнем мировой истории он  считал «расовую борьбу». Чемберлен писал о превосходстве «тевтонской», или «арийской расы», по его мнению, создавшей все известные цивилизации. Врагом этой расы он называл «расовый хаос», который регулярно возникал, если люди забывали о «фундаментальных расовых принципах». Главными разрушителями порядка и цивилизации он считал «семитов». Вслед за Артюром де Гобино, более ранним автором «арийской» расовой теории, Чемберлен стремился доказать, что смешение с «чужаками», то есть примесь «чуждой крови», неизбежно приводит к «расовому упадку» и деградации. Таким смешанным населением, способным служить только «антинациональным» и «антирасовым» силам, Чемберлен называл, в числе прочих, южных европейцев, что впоследствии дало лидеру итальянского фашизма Бенито Муссолини основание отвергнуть его книгу.
Национал-социализм рассматривал историю как непрерывную борьбу народов и рас за выживание, защиту и расширение необходимого им «жизненного пространства». Конечным результатом этой борьбы должно стать установление мирового господства «арийцев» — немцев и родственных им германских народов, по представлениям нацистов, сохранивших «расовую чистоту» и потому биологически превосходящих другие народы. Война рассматривалась нацистами как естественное состояние человечества, законный и единственно возможный способ утверждения мирового лидерства «народа-господина». Залогом победы в этой борьбе должна быть консолидация немецкой нации под руководством единого вождя («фюрера»), «расовая гигиена» — очищение нации от «расово чуждых» и «неполноценных» элементов, а также укрепление её «физического здоровья».
Нацистский расовый теоретик Ханс Гюнтер считал, что славяне принадлежат к «восточной расе», отдельной от немцев и «нордидов», и предостерегал от смешения «немецкой крови» со «славянской». Нацистская концепция «арийской расы господ» («Herrenvolk») исключала из этой расы подавляющее большинство славян, поскольку считалось, что славяне испытывают опасное еврейское и азиатское влияние. По этой причине нацисты объявили славян «недочеловеками» («Untermenschen»). Идея нацистов, что славяне являются «низшими неарийцами», была частью планов по созданию «жизненного пространства на Востоке» для немцев и других германских народов в Восточной Европе, инициированных во время Второй мировой войны по «генеральному плану Ост». Миллионы немцев и других германских поселенцев должны были быть перемещены на завоёванные территории Восточной Европы, в то время как десятки миллионов славян предполагалось уничтожить, переселить или обратить в рабство. Среди нацистских лидеров Альфред Розенберг (автор книги «Миф двадцатого века», 1930) был одним из главных противников Советской России, и под его влиянием Гитлер пришёл к идеи колонизации славянских земель, в частности, аннексии Украины.
Незадолго до нападения на СССР Гитлер созвал совещание всех командующих и заявил, что борьба между Россией и Германией — это борьба между расами.
13 июля 1941 года в Штеттине рейхсфюрер СС Генрих Гиммлер выступил перед эсэсовцами из отправлявшейся на Восточный фронт боевой группы «Норд» с речью, где напутствовал их на войну и перечислял в качестве «недочеловеков» гуннов, венгров, татар, монголов и русских:

Когда вы, друзья мои, сражаетесь на Востоке, вы продолжаете ту же борьбу против того же недочеловечества, против тех же низших рас, которые когда-то выступали под именем гуннов, позднее — 1000 лет назад во времена королей Генриха и Оттона I, — под именем венгров, а впоследствии под именем татар; затем они явились снова под именем Чингисхана и монголов. Сегодня они называются русскими под политическим знаменем большевизма.
Адольф Гитлер заявлял:

Мы обязаны истреблять население, это входит в нашу миссию охраны германского населения. Нам придется развить технику обезлюживания. Если меня спросят, что я подразумеваю под обезлюживанием, я отвечу, что имею в виду уничтожение целых расовых единиц. Именно это я и собираюсь проводить в жизнь, — грубо говоря, это моя задача. Природа жестока, следовательно, мы тоже имеем право быть жестокими. Если я посылаю цвет германской нации в пекло войны, без малейшей жалости проливая драгоценную немецкую кровь, то, без сомнения, я имею право уничтожить миллионы людей низшей расы, которые размножаются, как черви.
Речь Гиммлера в Познани 4 октября 1943 года перед своими группенфюрерами отражает восприятие славян как представителей «низшей расы» и животных:

Мы должны …вести себя по-товарищески по отношению к людям одной с нами крови, и более ни с кем. Меня ни в малейшей степени не интересует судьба русского или чеха… Живут ли другие народы в благоденствии или они издыхают от голода, интересует меня лишь постольку, поскольку они нужны как рабы для нашей культуры, в ином смысле это меня не интересует. Погибнут или нет от изнурения при создании противотанкового рва 10000 русских баб, интересует меня лишь в том отношении, готов ли для Германии противотанковый ров… Известно, что такое славяне. Славянин никогда не был способен сконструировать что-либо. Славяне — смешанный народ на основе низшей расы с каплями нашей крови, не способный к поддержанию порядка и к самоуправлению. Этот низкокачественный человеческий материал сегодня так же не способен поддерживать порядок, как не был способен 700 или 800 лет назад, когда эти люди призывали варягов, когда они приглашали Рюриков. Мы, немцы, единственные в мире, кто хорошо относится к животным. Мы будем прилично относиться и к этим человеческим животным. Однако было бы преступлением перед собственной кровью заботиться о них и внушать им какие бы то ни было идеалы и тем самым ещё больше затруднять нашим детям и внукам обращение с ними.
В романах немецкого писателя и эсэсовца Эдмунда Кисса мифический Асгард представлялся столицей «арийцев» (асов в произведениях Кисса), изображалась иерархическая общественная структура, возглавлявшаяся кастой «арийцев», и давались предупреждения о вероятном восстании подчинённых им «темнокожих людей» (ванов). Читатель должен был понимать, что речь идёт об «инородцах», которые якобы угрожают территориальной целостности германского государства.
В современном мире «арийский миф» напрямую связан с идентичностью, предлагая образ престижных предков. Идентичность рассматривается в расистском контексте, включая представления о «высших» и «низших» расах, расовой иерархии народов и «несовместимости менталитетов». Представления о расовой иерархии присутствуют в славянском неоязычестве. Неоязыческий писатель Юрий Петухов связывал Homo sapiens sapiens с «белой расой», а формирование других рас шло, по его мнению, за счёт ее скрещивания с более архаичными подвидами человека, которых она наделяла своими прогрессивными качествами, и прежде всего языком. Только жившие в Европе кроманьонцы смогли долго избегать такого смешения, что помогло им выработать свой язык и устойчивые культурные традиции. Эти «чистые» кроманьонцы составили «суперэтнос русов», породивший затем многие народы. Кроманьонцы («русы») были донорами, призванными облагодетельствовать все остальные группы человечества, и эту миссию «русы» сохраняли в течение всей истории. Автор выстраивал расовую концепцию с иерархией и этнорасовым неравенством.

## Расовая иерархия в США

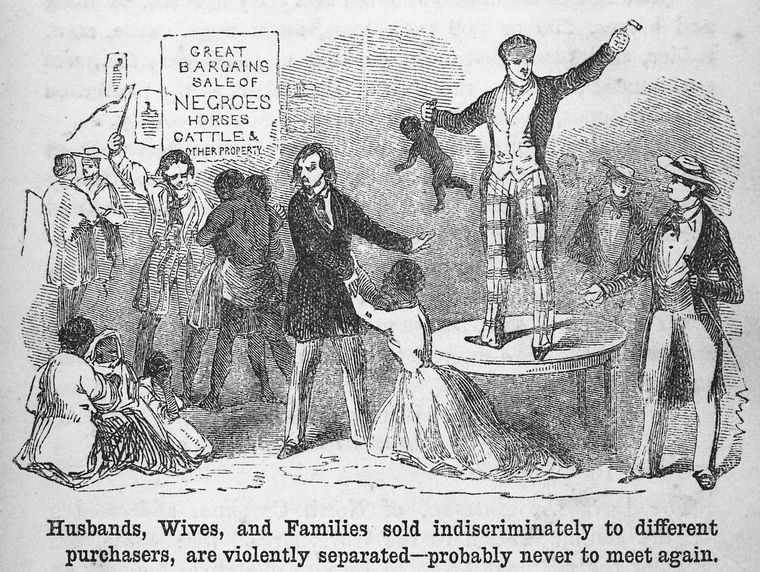
«Мужья, жены и семьи, проданные без разбора разным покупателям, насильственно разлучены — вероятно, они никогда больше не встретятся», 1843, Нью-Йоркская публичная библиотека

До окончания Гражданской войны расовая иерархия в США выражалась в основанном на расовой принадлежности рабстве, которое укоренилось еще до обретения независимости 13 американских колоний. Хотя многие аболиционисты выступали за отмену рабства, имело место сильное сопротивление со стороны тех, кто получал экономическую выгоду, и (или) тех, кто считал рабство «естественным» по расовым причинам. С целью поддержки и защиты рабовладения деятели, выступающие за рабство, организовали «плантаторский либерализм», объединив патерналистские и либеральные взгляды в идеологию, которую могли понять как рабовладельцы, так и нерабовладельцы. Идеология основывалась на «семейных отношениях». Эти взгляды позже проложили путь для белых плантаторов южных штатов, удерживавших взаимоотношения между расами настолько близко к существовавшим в эпоху рабства, насколько это позволяли новые законы, принятые после Гражданской войны в эпоху Реконструкции.
Тринадцатая поправка к Конституции США, в 1865 году отменившая рабство, не отменила институализированную расовую иерархию. Южные штаты, которые сохраняли рабовладение до конца Гражданской войны, быстро перешли к политике подчинения освобождённых рабов, введя Чёрные кодексы. Эти законодательные акты использовались для принуждения чернокожих к работе за низкую заработную плату и для контроля над другими аспектами их жизни. Активист борьбы за гражданские права Уильям Дюбуа писал в 1935 году:

Рабство не было отменено даже после принятия Тринадцатой поправки. Четыре миллиона вольноотпущенников, и большинство из них на той же плантации, выполняли ту же работу, что и до эмансипации, за исключением того, что их работа была прервана и изменена военными потрясениями… Они были освобождены практически без земли и без денег и, кроме некоторых исключительных случаев, без юридического статуса и защиты.

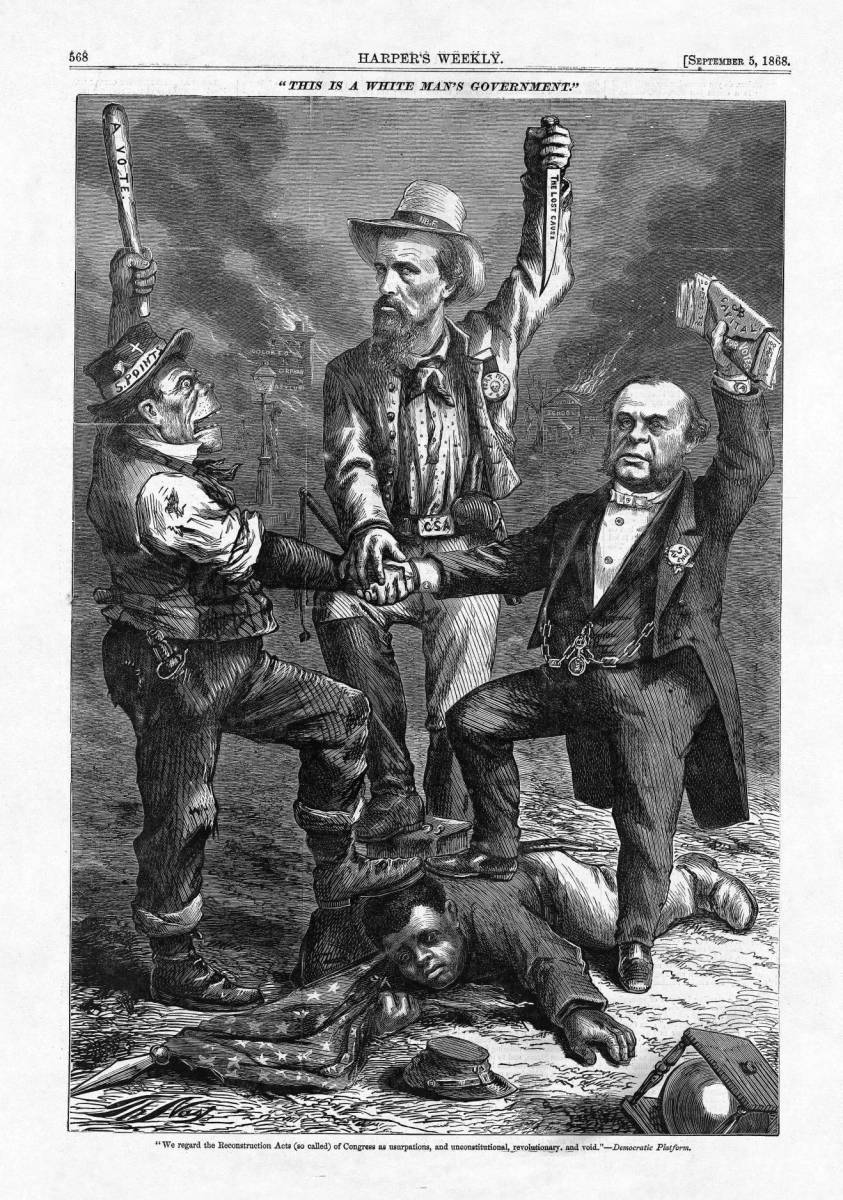
«Это правительство белых», Harper’s Weekly, 1868

После периода Реконструкции в условиях изменившейся политики некоторые группы белого населения пытались сохранить своё господство над расами, которые они считали стоящими иерархически ниже. Законы, принятые после 1880-х годов, препятствовали ряду групп, таких как южные плантаторы, поддерживать своё превосходство, поскольку чёрное и белое население несколько уравнивалось. Либералы Южного Дарвина хотели предоставить чернокожим небольшие гражданские и политические права в рамках своей миссии по поддержанию превосходства белых.
Расовая сегрегация в США, легализованная законами Джима Кроу, была проявлением расовой иерархии вплоть до 1965 года. Эта система оправдывалась концепцией «разделены, но равны» с 1896 года. Позднее она была признана неконституционной рядом постановлений председателя Верховного суда США Эрла Уоррена, начиная с судебного процесса «Браун против Совета по образованию» в 1954 году, которые установили, что «разделённые не равны» в сфере образовательных услуг.
Согласно исследованию, проведенному Urban Institute (публикация 2006), «чёрные сталкивались с дискриминацией в 22 % случаев при поиске съёмного жилья в 17 % случаев при попытке приобрести дом. Для латиноамериканцев эти цифры составляли 26 и 20 %». Афроамериканцы и латиноамериканцы получают «более низкокачественную медицинскую помощь» по сравнению с «белыми», когда имеют дело с серьезными проблемами со здоровьем. Исследование, проведённое в 1995 году, показало, что уровень младенческой смертности среди чернокожих выше, чем среди «белых». Показатель для чернокожих составлял 14,3 на каждую 1000 младенцев по сравнению с 6,3 на каждую 1000 «белых» младенцев. Некоторые исследования показали, что белым людям легче найти работу, чем чернокожим, даже если «белый» был судим за уголовное преступление.

## Критика
По комплексу статистических измерений черепа существует значительный разрыв между Homo sapiens и близким к нему родственным видом, неандертальцами. Этот разрыв значительно превосходит разрыв между расами Homo sapiens. Последние всегда демонстрируют «пересечение» признаков. Так, европеоиды по признаку надбровных дуг находятся на втором месте после австралоидов и папуасов, одни из самых «архаичных». Для австралоидов характерен широкий нос, большие челюсти, большое надбровье, что может рассматриваться как «архаичные» черты. Однако пропорции конечностей у них дальше от «архаики», чем у европеоидов. Последние обладают более близкими к неандертальцам расширенными пропорциями кистей. Европеоиды имеют также ряд других «архаичных» признаков — мощная грудная клетка, относительно массивное надбровье. Негроиды характерны широким носом, выступающими челюстями, но при этом слабым надбровным рельефом и рядом других «неархаичных» признаков. Не существует «примитивных» и «прогрессивных» рас, но любые расы имеют как условно «примитивные», так и условно «прогрессивные» признаки.